# Korfí
Korfí (grec moderne : Κορφή) est un village chypriote située dans le district de Limassol et comptant plus de 199 habitants.